# Energia solar

Parcela de energia gerada pelo sol (2018)

Energia solar é um termo que se refere à energia proveniente da luz e do calor do Sol. É utilizada por meio de diferentes tecnologias em constante evolução, como o aquecimento solar, a energia solar fotovoltaica, a energia heliotérmica, a arquitetura solar e a fotossíntese artificial. Tecnologias solares são amplamente caracterizadas como ativas ou passivas, dependendo da forma como capturam, convertem e distribuem a energia solar. Entre as técnicas solares ativas estão o uso de painéis fotovoltaicos, concentradores solares térmicos das usinas heliotérmicas e os aquecedores solares. Entre as técnicas solares passivas estão a orientação de um edifício para o Sol, a seleção de materiais com massa térmica favorável ou propriedades translúcidas e projetar espaços que façam o ar circular naturalmente.
Na geração fotovoltaica, a energia luminosa é convertida diretamente em energia elétrica. Nas usinas heliotérmicas, a produção de eletricidade acontece em dois passos: primeiro, os raios solares concentrados aquecem um receptor e, depois, este calor (350 °C - 1 000 °C) é usado para iniciar o processo convencional da geração de energia elétrica por meio da movimentação de uma turbina. No aquecimento solar, a luz do Sol é utilizada para aquecer a água de casas e prédios (≈80 °C), o objetivo aqui não sendo a geração de energia elétrica.
No seu movimento de translação ao redor do Sol, a Terra recebe 1 410 W/m² de energia, medição feita numa superfície normal (em ângulo reto) com o Sol. Disso, aproximadamente 19% é absorvido pela atmosfera e 35% é reflectido pelas nuvens. Ao passar pela atmosfera terrestre, a maior parte da energia solar está na forma de luz visível e luz ultravioleta. As plantas utilizam diretamente essa energia no processo de fotossíntese. Nós usamos essa energia quando queimamos lenha ou combustíveis minerais. Existem técnicas experimentais para criar combustível a partir da absorção da luz solar em uma reação química de modo similar à fotossíntese vegetal — mas sem a presença destes organismos. A radiação solar, juntamente com outros recursos secundários de alimentação, tal como a energia eólica e das ondas, hidro-electricidade e biomassa, são responsáveis por grande parte da energia renovável disponível na Terra. Apenas uma minúscula fracção da energia solar disponível é utilizada.
Em 2011, a Agência Internacional de Energia disse que "o desenvolvimento de tecnologias de fontes de energia solar acessíveis, inesgotáveis e limpas terá enormes benefícios a longo prazo. Ele vai aumentar a segurança energética dos países através da dependência de um recurso endógeno, inesgotável e, principalmente, independente de importação, o que aumentará a sustentabilidade energética, reduzirá a poluição, reduzirá os custos de mitigação das mudanças climáticas e manterá os preços dos combustíveis fósseis mais baixos. Estas vantagens são globais. Sendo assim, entre os custos adicionais dos incentivos para a implantação precoce dessa tecnologia devem ser considerados investimentos em aprendizagem; que deve ser gasto com sabedoria e precisam ser amplamente compartilhados".

## Potencial

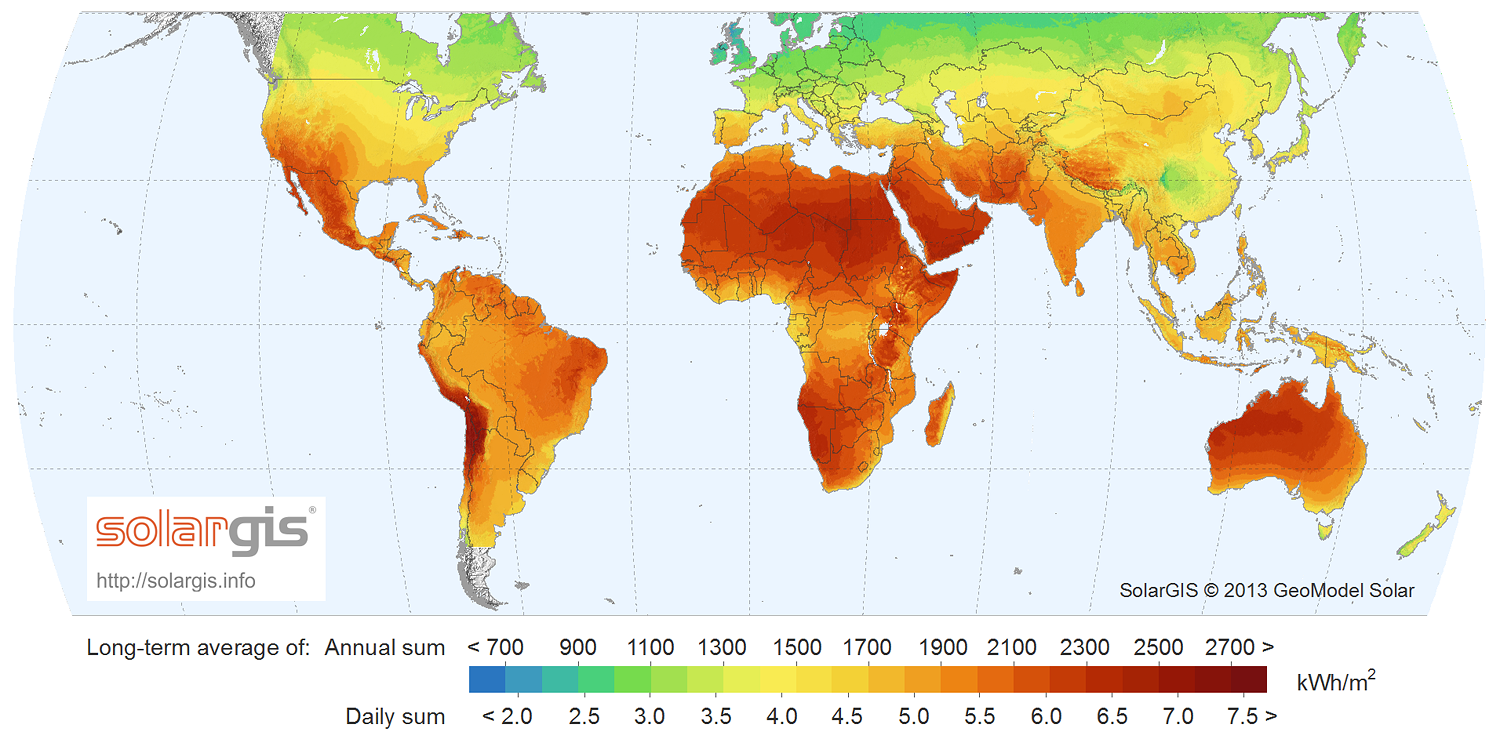
Mapa global da irradiação solar horizontal (SolarGIS, 2013)

A Terra recebe 174 petawatts (GT) de radiação solar (insolação) na zona superior da atmosfera. Dessa radiação, cerca de 30% é reflectida para o espaço, enquanto o restante é absorvido pelas nuvens, mares e massas terrestres. O espectro da luz solar na superfície da Terra é mais difundida em toda a gama visível e infravermelho e uma pequena gama de radiação ultravioleta.
A superfície terrestre, os oceanos e atmosfera absorvem a radiação solar, e isso aumenta sua temperatura. O ar quente que contém a água evaporada dos oceanos sobe, provocando a circulação e convecção atmosférica. Quando o ar atinge uma altitude elevada, onde a temperatura é baixa, o vapor de água condensa-se, formando nuvens, que posteriormente provocam precipitação sobre a superfície da Terra, completando o ciclo da água. O calor latente de condensação de água aumenta a convecção, produzindo fenómenos atmosféricos, como o vento, ciclones e anticiclones. A luz solar absorvida pelos oceanos e as massas de terra mantém a superfície a uma temperatura média de 14 °C. A fotossíntese das plantas verdes converte a energia solar em energia química, que produz alimentos, madeira e biomassa a partir do qual os combustíveis fósseis são derivados.
A energia solar pode ser aproveitado em diferentes níveis em todo o mundo. Consoante a localização geográfica, quanto mais perto do equador, mais radiação solar pode ser potencialmente captada para produção de energia solar. As áreas de deserto, onde as nuvens são baixas e estão localizadas em latitudes próximas ao equador são mais favoráveis à captação energia solar. Os desertos que se encontram relativamente perto de áreas de maior consumo energético em países desenvolvidos, que têm a sofisticação técnica necessária, são usados para a captura de energia solar. Realizações cada vez mais importantes como o Deserto de Mojave (Califórnia), onde existe uma usina termossolar com uma capacidade total de 354 MW.

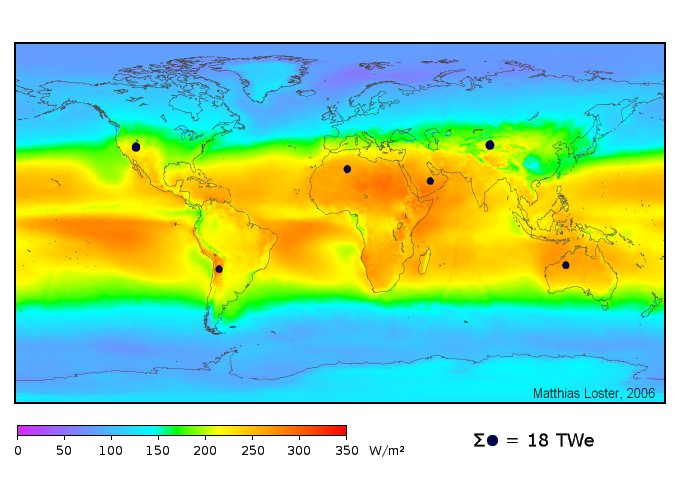
Distribuição diária média entre 1991-1993 da energia solar recebida pela Terra ao redor do Mundo. Os círculos pretos representam a área necessária para suprir toda a demanda de energia do planeta Terra

O total de energia solar absorvida pela atmosfera terrestre, oceanos e as massas de terra é de aproximadamente 3 850 000 exajoules (EJ) por ano. Em 2002, isto equivalia a mais energia em uma hora do que a humanidade usa em um ano. A fotossíntese capta cerca de 3,000 EJ por ano em biomassa. A quantidade de energia solar que atinge a superfície do planeta é tão grande que, em um ano, é o mesmo que cerca de duas vezes o que seria obtido a partir de todos os recursos não-renováveis da Terra combinados, como carvão, petróleo, gás natural e urânio.
A energia solar potencial que poderia ser utilizada por humanos é diferente da quantidade presente da energia solar próxima da superfície terrestre, pois fatores como geografia, variação climática, cobertura de nuvens e terras disponíveis para seres humanos limitam a quantidade de energia solar que nós podemos adquirir. Efeitos geográficos potenciais ocorrem porque as áreas que estão mais perto do equador recebe uma maior quantidade de radiação solar. No entanto, a utilização de tecnologias de energia fotovoltaica que podem seguir a posição do Sol pode aumentar de forma significativa o potencial da energia solar em áreas que estão mais distantes do equador.
Além disso, a disponibilidade de terra tem um grande efeito sobre a energia solar disponível, porque os painéis solares só podem ser instalados em áreas que não têm dono e que sejam adequadas para este tipo de equipamento. Telhados são geralmente considerados um lugar adequado para células solares, sendo que muitas pessoas descobriram que elas podem coletar energia diretamente através de suas casas desta forma.
Técnicas solares ativas usam energia fotovoltaica, energia solar concentrada, coletores solares térmicos, bombas e ventiladores para converter a luz solar em resultados úteis. As técnicas solares passivas incluem a seleção de materiais com propriedades térmicas favoráveis, projetando espaços por onde o ar circula naturalmente e referenciando a posição de um edifício em relação ao Sol. As tecnologias solares ativas aumentam a oferta de energia, enquanto as tecnologias solares passivas reduzem a necessidade de recursos alternativos.
Em 2000, o Programa das Nações Unidas para o Desenvolvimento, o Departamento de Assuntos Econômicos e Sociais das Nações Unidas e o Conselho Mundial de Energia publicaram uma estimativa da energia solar potencial que poderia ser usada por seres humanos a cada ano que levou em conta fatores como a insolação, a cobertura de nuvens, e a terra que é utilizável por seres humanos. A estimativa encontrada tem um potencial global 1,575-49,837 EJ por ano. De acordo com um estudo publicado em 2007 pelo Conselho Mundial da Energia, em 2100, 70% da energia consumida será de origem solar.

## Energia térmica

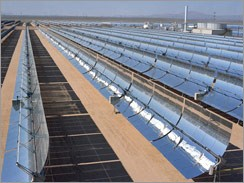
Usina heliotérmica a base de calhas cilindro-parabólicas.

Tecnologias solares térmicas podem ser usadas para aquecimento de água, aquecimento e refrigeração de ambientes, além da geração do processo de calor.

### Adaptação comercial inicial
Em 1897, Frank Shuman, um inventor e engenheiro estadunidense, pioneiro da energia solar, construiu um pequeno motor de energia solar de demonstração que funcionava ao refletir a energia solar para caixas quadradas cheias de éter, que tem um ponto de ebulição mais baixo do que o da água, e era equipado internamente com tubulações pretas que por sua vez alimentavam um motor a vapor. Em 1908, ele criou a Shuman Power Company Sun com a intenção de construir usinas de energia solar de maior dimensão.
Shuman, juntamente com o seu consultor técnico A. S. E. Ackermann e o físico britânico Sir Charles Vernon Boys, desenvolveu um sistema melhorado usando espelhos para refletir a energia solar em caixas coletoras, aumentando a capacidade de aquecimento, na medida em que a água poderia agora ser usada, ao invés de éter. Shuman então construído um pequeno motor de escala alimentado por vapor de água de baixa pressão, que lhe permitiu patentear todo o sistema de motor solar em 1912.
Shuman construiu a primeira estação de energia térmica solar do mundo em Maadi, Egito, entre 1912 e 1913. A fábrica da Shuman usava parabólicas para alimentar um 45-52 quilowatts (60-70 cv) do motor, que bombeava mais de 22 mil litros de água por minuto a partir do rio Nilo para campos de algodão adjacentes. Embora a eclosão da Primeira Guerra Mundial e a descoberta de petróleo barato na década de 1930 tenham desencorajado o avanço da energia solar, o design de Shuman foi ressuscitado na década de 1970 com uma nova onda de interesse em energia solar térmica. Em 1916, Shuman foi citado nos meios de comunicação que defendiam a utilização da energia solar, com a frase:
Provamos o lucro comercial da energia solar nos trópicos e, mais particularmente, provamos que depois que nossas reservas de petróleo e carvão estiveram esgotadas a raça humana possa receber o poder ilimitado dos raios do sol.— Frank Shuman, The New York Times, 2 de julho de 1916

### Aquecimento de água

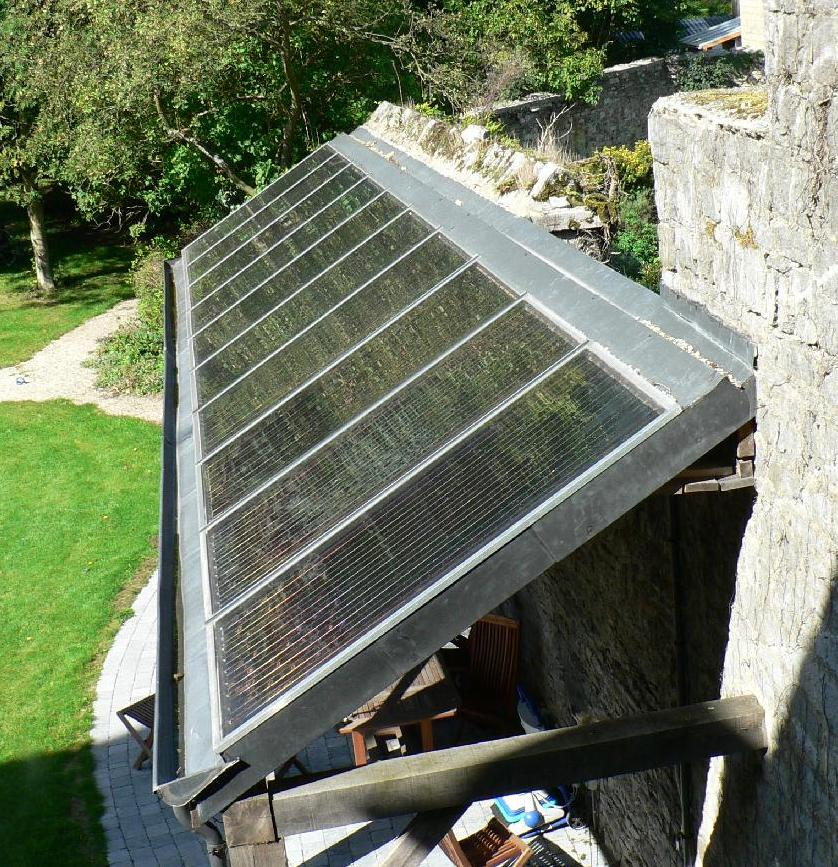
Aquecedores solares de água virado para o sol para maximizar o ganho

Sistemas solares de água quente podem usar a luz solar para aquecer a água. Em baixas latitudes geográficas (abaixo de 40 graus) de 60% a 70% do uso da água quente com temperaturas de até 60 °C pode ser fornecida por sistemas de aquecimento solar. Os tipos mais comuns de aquecedores solares de água são coletores de tubo evacuado (44%) e coletores de chapa de vidros (34%), geralmente utilizados para uso doméstico; e coletores de plástico não vidrados (21%), utilizados principalmente para aquecer piscinas.
Em 2007, a capacidade total instalada de sistemas solares de água quente era de cerca de 154 gigawatt térmicos (GWth). A China é o líder mundial, com 70 GWth instalados em 2006 e uma meta de longo prazo de 210 GWth até 2020. Israel e Chipre são os líderes no uso de sistemas solares de água quente, com mais de 90% das casas destes países usam tais sistemas. Nos Estados Unidos, Canadá e Austrália o aquecimento de piscinas é a aplicação dominante de energia solar água térmica, com uma capacidade instalada de 18 GWth em 2005.

### Aquecimento, refrigeração e ventilação

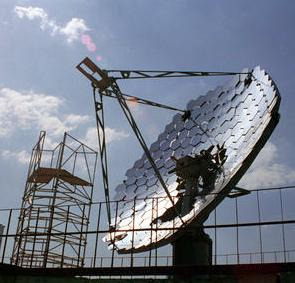
Coletor solar termal

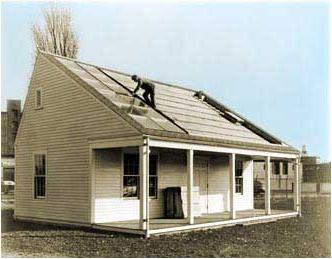
Casa Solar Nº 1 do MIT (1939)

Nos Estados Unidos, os sistemas de aquecimento, ventilação e ar condicionado (HVAC) são responsáveis por 30% da energia usada em edifícios comerciais e quase 50% da energia usada em edifícios residenciais. Aquecimento solar, tecnologias de refrigeração e ventilação podem ser usadas para compensar uma parte desta energia.
Massa térmica é qualquer material que pode ser usado para armazenar calor, ou calor do sol, no caso da energia solar. Materiais de massa térmica comuns incluem pedra, cimento e água. Historicamente eles têm sido usados em climas áridos ou em regiões temperadas quentes para manter os edifícios resfriados, absorvendo a energia solar durante o dia e irradiando calor armazenado para a atmosfera à noite. No entanto, eles podem ser usados em áreas de clima temperado a frio para manter ambientes aquecidos.
O tamanho e a colocação de massa térmica pode depender de vários fatores, tais como condições climáticas, iluminação natural e sombreamento. Quando devidamente incorporada, a massa térmica mantém temperaturas em uma faixa confortável e reduz a necessidade de aquecimento auxiliar e/ou equipamentos de refrigeração.
Uma chaminé solar (ou chaminé térmica, neste contexto) é um sistema passivo de ventilação composto por um duto vertical que liga o interior e o exterior de um edifício. Conforme a chaminé aquece, o ar interior também é aquecido fazendo com que uma corrente ascendente puxe o ar através do prédio. O desempenho pode ser melhorado usando vidros e materiais de massa térmica de uma maneira que imite estufas.
Plantas caducifólias têm sido promovidas como um meio de controlar o aquecimento e a refrigeração solares. Quando plantadas no lado sul de um edifício no hemisfério norte (ou do lado do norte no hemisfério sul), as folhas fornecem sombra durante o verão, enquanto seus galhos permitem a passagem de luz durante o inverno. Árvores deste tipo podem sombrear de 1/3 a 1/2 da radiação solar incidente, sendo que há um equilíbrio entre os benefícios do sombreamento no verão e a perda correspondente de aquecimento no inverno.
Em climas com cargas de aquecimento significativas, árvores caducifólias não devem ser plantadas na face virada para o equador de um edifício, porque elas vão interferir na disponibilidade solar durante o inverno. Eles podem, contudo, ser usadas nos lados leste e oeste para fornecer um grau de sombreamento durante verão sem afectar significativamente o ganho solar no inverno.

### Cozimento

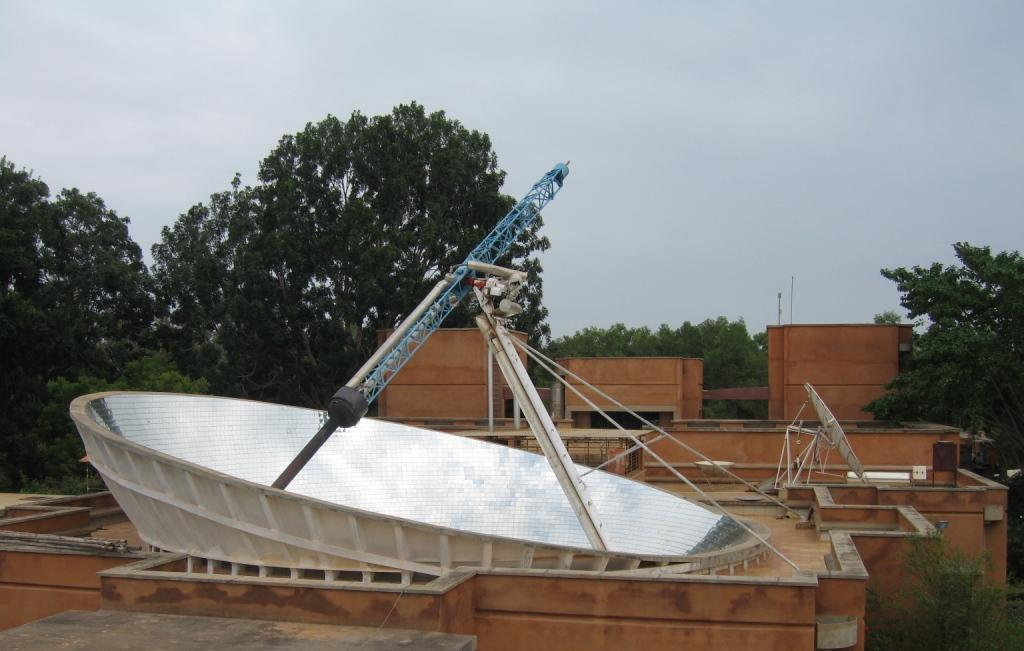
Prato parabólico produz vapor para cozinhar em Auroville, Índia

Fornos solares usam a luz solar para cozinhar, secar e pasteurização. Eles podem ser agrupados em três grandes categorias: fornos, panelas e fornos refletores. O forno solar mais simples é o construído por Horace de Saussure em 1767. Um fogão de caixa básico consiste em um recipiente isolado com uma tampa transparente. Ele pode ser usado eficazmente com céu parcialmente nublado e tipicamente irá atingir temperaturas de 90-150 °C.
Fornos refletores usam um painel refletor que direcionada a luz solar para um recipiente isolado e atinge temperaturas comparáveis às do forno solar. Este tipo de equipamento usa vários tipos de geometrias de enriquecimento para focalizar a luz em um recipiente de cozedura. Essas panelas podem atingir temperaturas de 315 °C ou mais, mas necessitam de luz direta para funcionar corretamente e devem ser reposicionadas para acompanhar o Sol.

### Evaporação

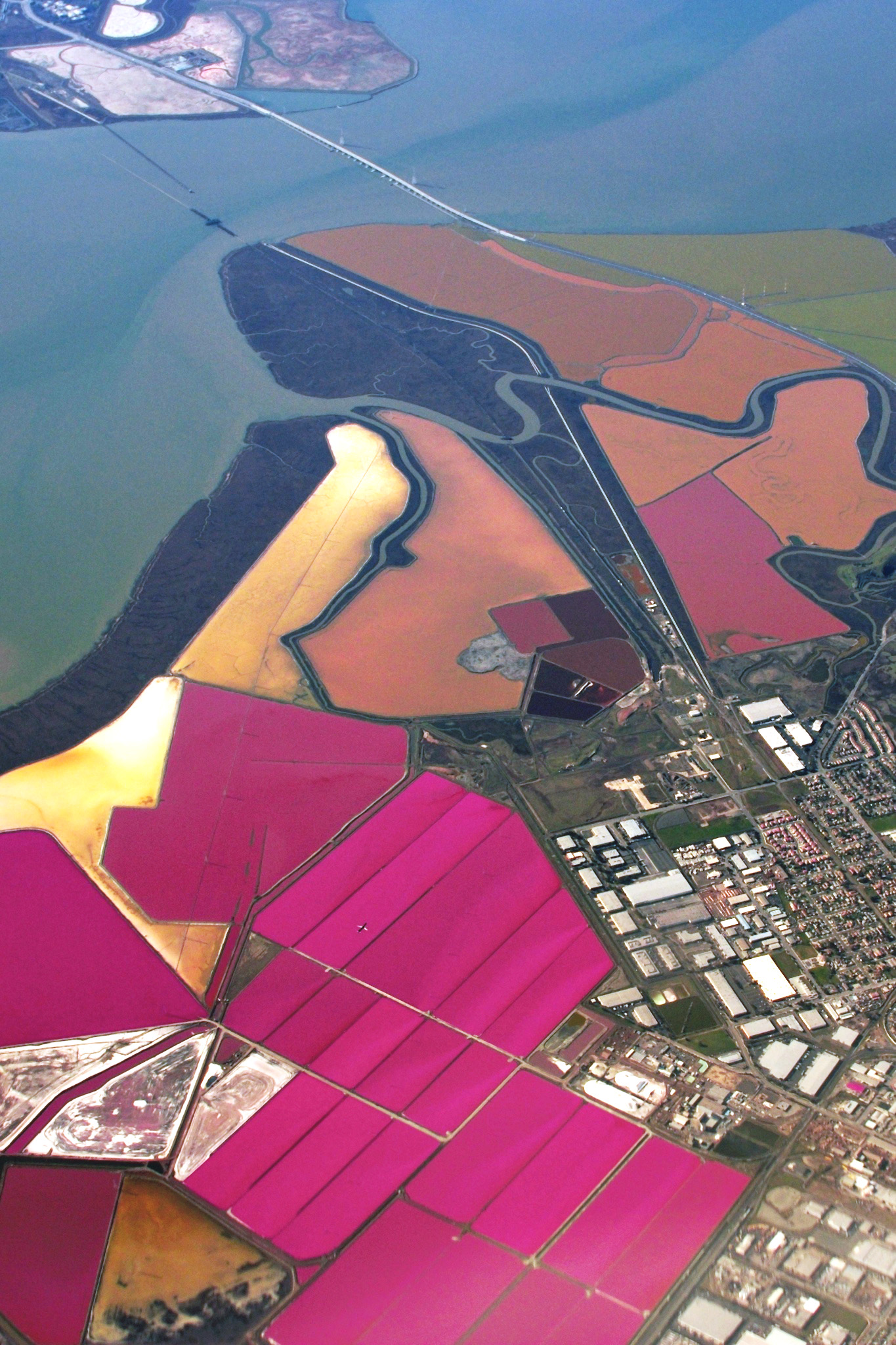
Salinas na Baía de São Francisco

Tecnologias de concentração solar, como refletores parábolicos, podem fornecer calor para aplicações comerciais e industriais. O primeiro sistema comercial foi o Solar Total Energy Project (STEP) na comunidade planejada de Shenandoah, agora parte da cidade de Newnan, no estado da Geórgia, Estados Unidos, onde um campo com 114 refletores parabólicos fornecem mais de 50% do aquecimento, ar condicionado e eletricidade de uma fábrica de roupas. Este sistema de co-geração conectada à rede fornecida 400 kW de eletricidade.
Lagoas de evaporação são piscinas rasas que concentram sólidos dissolvidos através da evaporação. O uso de lagoas de evaporação para se obter o sal da água do mar é uma das aplicações mais antigas da energia solar. Entre os usos modernos estão a concentração de soluções de salmoura utilizadas na mineração por lixiviação e a remoção de sólidos dissolvidos em fluxos de resíduos.
Varais são outro exemplo de uso deste tipo de fonte energética, pois secam as roupas por evaporação pelo vento e luz solar sem consumir eletricidade ou gás. Em alguns estados dos Estados Unidos legislações específicas protegem o "direito a secar" roupas.
Coletores transparentes não vidrados (UTC) são paredes voltadas para o Sol utilizadas para o pré-aquecimento do ar de ventilação. UTCs pode elevar a temperatura do ar de entrada em até 22 °C e entregar temperaturas de saída de 45-60 °C.
Em 2003, mais de 80 sistemas de coletores que, combinados, tinham uma área de 35 mil metros quadrados, estavam instalados em todo o mundo, incluindo um coletor de 860 metros quadrados na Costa Rica usado para secar grãos de café e coletor de 1,3 mil m² em Coimbatore, Índia, usado para secagem de malmequeres.

### Tratamento de água

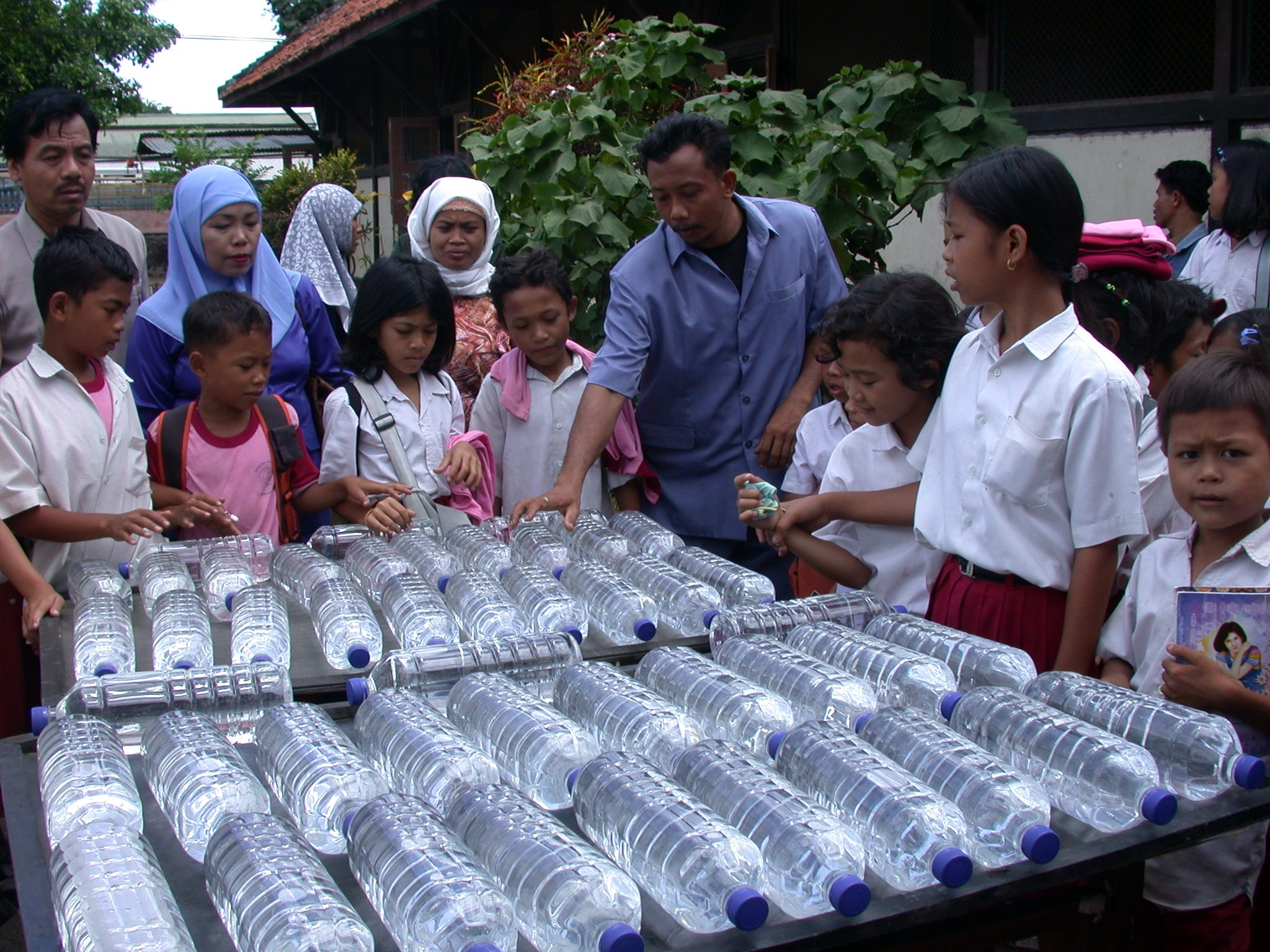
Desinfecção solar da água na Indonésia

O processo de destilação solar pode ser usado para fazer água salobra tornar-se potável. O primeiro caso registrado deste método foi de alquimistas árabes do século XVI. Um projeto de destilação solar em larga escala foi construído pela primeira vez em 1872 na cidade mineira de Las Salinas, atualmente um bairro da cidade de Viña del Mar, no Chile. A fábrica, que tinha um coletor de energia solar com 4 700 m² de área, poderia produzir até 22 700 litros por dia e operar por 40 anos.
A desinfecção solar da água envolve a exposição de garrafas de plástico de politereftalato de etileno (PET) cheias de água ao Sol por várias horas. Os tempos de exposição variam dependendo do tempo e do clima, de um mínimo de seis horas a dois dias em condições totalmente nubladas. É recomendado pela Organização Mundial de Saúde (OMS) como um método viável para o tratamento doméstico de água e armazenamento seguro. Mais de dois milhões de pessoas nos países em desenvolvimento usam este método para obter água potável diariamente.
A energia solar também pode ser utilizada num tanque para o tratamento de águas residuais, sem o uso de produtos químicos ou de eletricidade. Uma outra vantagem ambiental é que as algas que crescem em tais lagoas consomem dióxido de carbono durante o processo de fotossíntese, embora as algas também possam produzir substâncias tóxicas que tornam a água inutilizável.

## Energia elétrica

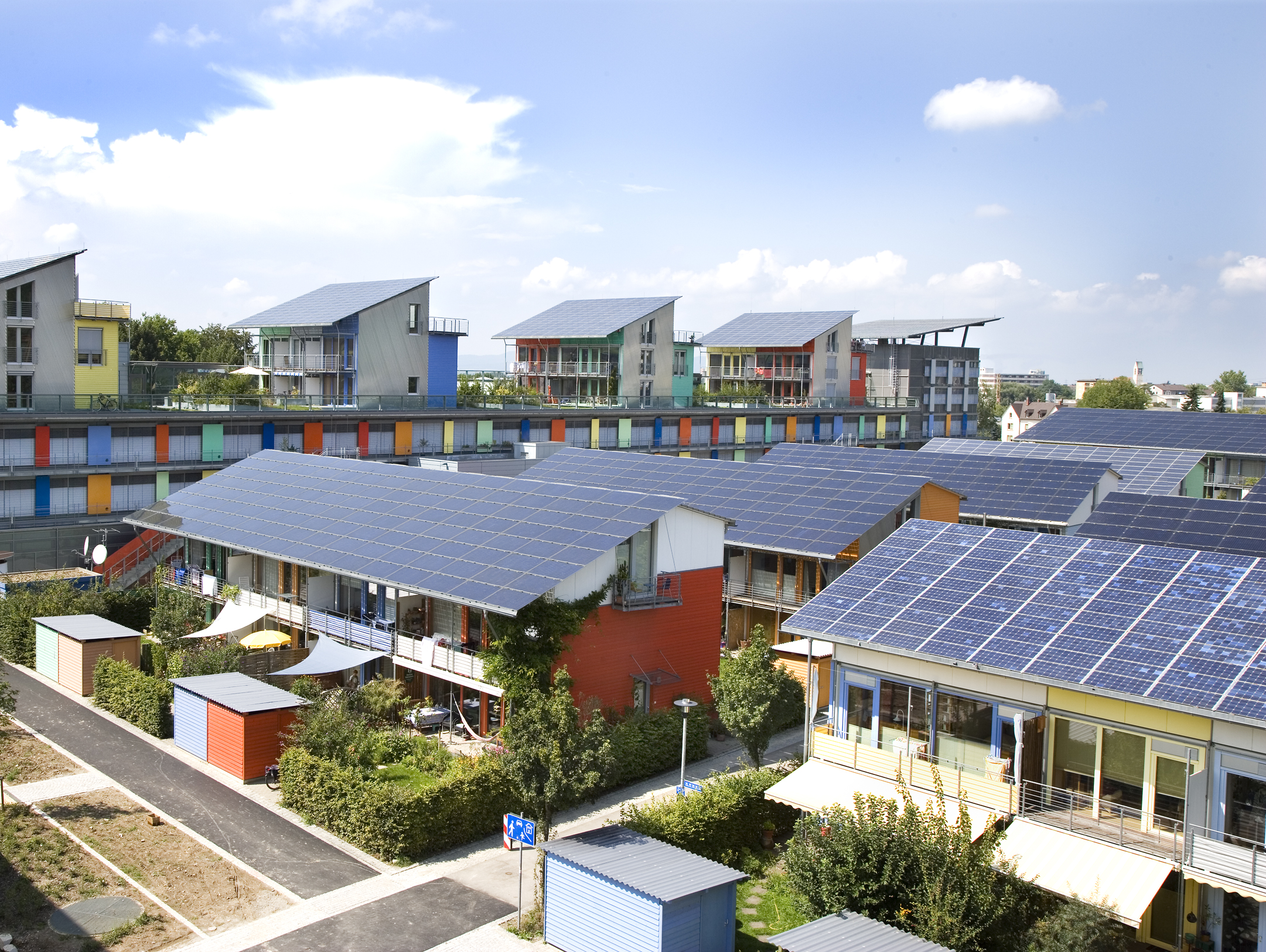
Um projeto comunitário de habitação sustentável em Freiburg, Alemanha

A energia solar é a conversão da luz solar em eletricidade, quer diretamente utiliza energia fotovoltaica (PV - sigla em inglês), ou indiretamente, utiliza energia solar concentrada (CSP). Sistemas CSP usam lentes ou espelhos para focar uma grande área de luz solar em uma pequena viga, enquanto a PV converte a luz em corrente elétrica usando o efeito fotoelétrico. Em 2013, a energia solar gerava menos de 1% do total da rede mundial de eletricidade.
Estima-se que a energia solar se torne a maior fonte mundial de eletricidade em 2050, sendo que a energia solar fotovoltaica e a energia solar concentrada contribuirão com 16 e 11 por cento da demanda de consumo global, respectivamente.
Usinas solares comerciais foram desenvolvidas na década de 1980. Desde 1985 a instalação SEGS CSP, de 354 MW, no deserto de Mojave, na Califórnia, é a maior usina de energia solar do mundo. Outras grandes usinas incluem a Usina Solar de Solnova (150 MW) e a Usina Solar de Andasol (100 MW), ambas na Espanha. O Água Caliente Solar Project, de 250 MW, nos Estados Unidos, e o Parque Solar Charanka (221 MW), na Índia, são maiores centrais fotovoltaicas do mundo. Estão sendo desenvolvidos projetos de energia solar superiores a 1 GW, mas a maioria das células fotovoltaicas implantadas estão em pequenas matrizes de telhado de menos de 5 kW, que são ligadas à rede.

### Fotovoltaica

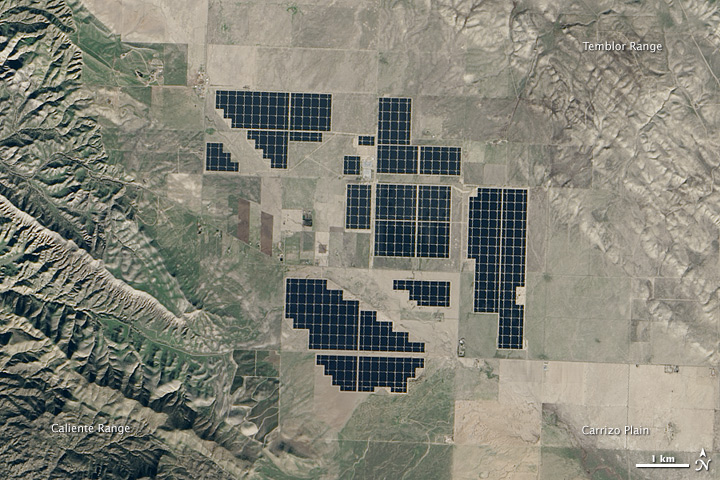
Imagem de satélite da Usina Solar Topaz, na Califórnia

Nas últimas duas décadas, a energia fotovoltaica (PV) evoluiu de um nicho de mercado puro de aplicações de pequena escala para se tornar uma fonte de eletricidade relevante. Uma célula solar é um dispositivo que converte a luz em energia elétrica diretamente, através do uso do efeito fotoeléctrico. A primeira célula solar foi construída por Charles Fritts na década de 1880. Em 1931, um engenheiro alemão, Dr. Bruno Lange, desenvolveu uma célula fotovoltaica usando selenito de prata no lugar de óxido de cobre.
Embora os protótipos das células de selênio convertessem menos de 1% da luz incidente em eletricidade, tanto Ernst Werner von Siemens quanto James Clerk Maxwell reconheceram a importância desta descoberta. Na sequência do trabalho de Russell Ohl na década de 1940, os pesquisadores Gerald Pearson, Calvin Fuller e Daryl Chapin criaram a célula solar de silício cristalino, em 1954. Estas primeiras células solares custavam US$ 286/watt e alcançavam eficiências de 4,5-6%. Até 2012 eficiências disponíveis excediam 20%, sendo que o máximo de eficiência da energia fotovoltaica é superior a 40%.
O maior complexo de energia fotovoltaica do mundo em funcionamento é a Solar Star, uma usina solar de 579 megawatt localizada próxima de Rosamond, na Califórnia, Estados Unidos. Foi inaugurada em junho de 2015. No entanto, quando o Parque Solar de Charanka, no estado de Gujarate, na Índia, estiver em pleno funcionamento, ele irá se tornar a maior usina fotovoltaica do planeta, com uma capacidade instalada de 600 MW.
Outro projeto inaugurado recentemente, foi uma estrada pavimentada com painéis solares fotovoltaicos. Construída a noroeste da França, na Normandia, esta em faze de testes com o objetivo de garantir a geração da iluminação pública no futuro.
Um condomínio solar é uma usina fotovoltaica com geração compartilhada oferecendo uma solução para poder aproveitar energia solar a quem não possui acesso ao telhado. Desde 1º de Março 2016 a resolução normativa 687/15 da ANEEL estabeleceu essa modalidade de cooperativa e condomínio solar no Brasil. Por conta da economía de escala, a maior radiação solar no local da usina e o uso de rastreamento solar, essa modalidade oferece uma eficiência econômica elevada.

### Concentrada

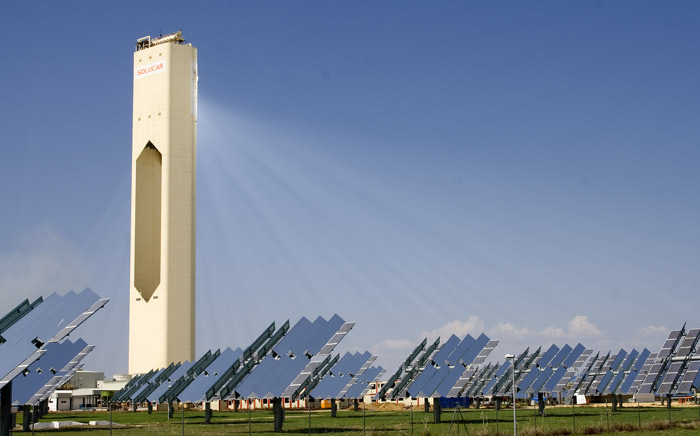
PS10, Andaluzia, Espanha

Sistema de concentração de energia solar (CSP) usam lentes ou espelhos e sistemas de rastreamento para focar uma grande área de luz solar em uma pequena viga. O calor concentrado é então usado como uma fonte de calor para uma central de energia convencional.
Uma vasta gama de tecnologias de concentração existem atualmente; as mais desenvolvidas são as calhas parabólicas, o refletor linear, o motor Stirling e a torre de energia solar. Várias técnicas são usadas para rastrear o Sol e focalizar a sua luz. Em todos estes sistemas, um fluido de trabalho (liquido que torna a máquina mais precisa) é aquecido pela luz solar concentrada e é então utilizado para geração de energia ou armazenamento de energia.
A maior usina solar térmica do mundo, que usa sistemas de concentração de energia solar, é a Usina de Ivanpah, no deserto de Mojave, na Califórnia, a 64 quilômetros da cidade de Las Vegas. O complexo tem uma capacidade bruta de produzir 392 MW.

## Outros usos

### Agricultura e horticultura

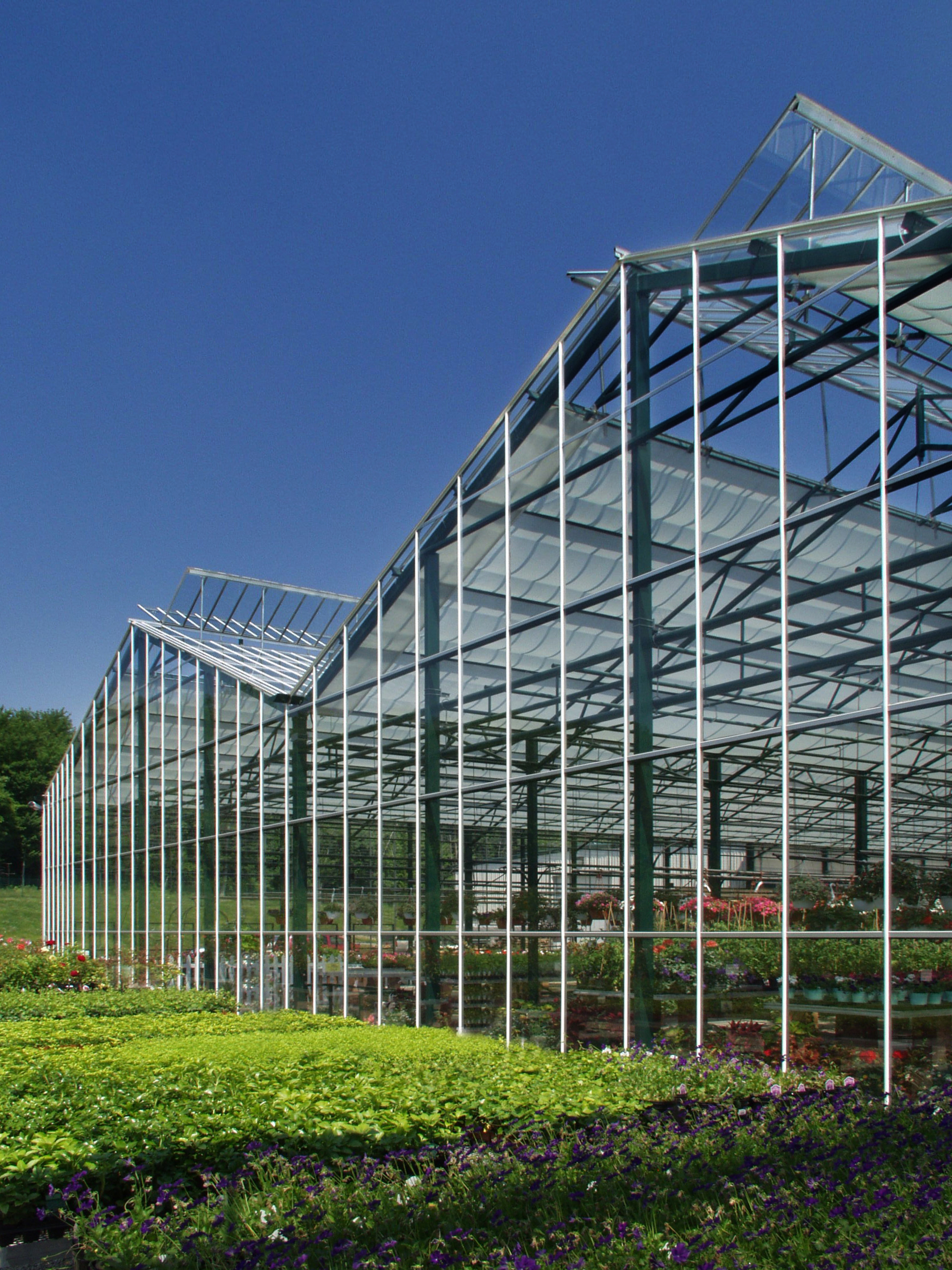
Estufa em Ohio, Estados Unidos

A agricultura e a horticultura procuram otimizar a captura de energia solar, para aumentar a produtividade de plantas. Técnicas como os ciclos de plantio cronometrados, a orientação de linha sob medida, as alturas escalonadas entre linhas e a mistura de variedades de plantas podem melhorar o rendimento das culturas.
Apesar da luz solar ser geralmente considerada um recurso abundante, as exceções destacam a importância do Sol para agricultura. Durante as estações de crescimento da Pequena Idade do Gelo, os agricultores franceses e ingleses usavam espaldeiras para maximizar a captura de energia solar. Estas espaldeiras atuavam como massas térmicas e aceleravam a maturação, mantendo as plantas quentes. As primeiras espaldeiras foram construídas perpendicularmente ao chão e de frente para o sul, mas ao longo do tempo, paredes inclinadas foram desenvolvidas para fazer melhor uso da luz solar. Em 1699, Nicolas Fatio de Duillier sugeriu o uso de um mecanismo de rastreamento que seguir a luz solar. Entre as aplicações da energia solar na agricultura no lado do cultivo de culturas estão o bombeamento de água, a secagem de culturas, a produção de pintinhos e a secagem de esterco de galinha. Mais recentemente, a tecnologia tem sido abraçada por vinicultores, que usam a energia gerada por painéis solares para poder prensar a uva.
As estufas convertem a luz solar para aquecer o ambiente, permitindo a produção durante todo o ano e o crescimento (em ambientes fechados) de culturas especiais e de outras plantas não naturalmente adaptadas às condições climáticas locais. Estufas primitivas foram utilizados pela primeira vez durante a época romana para produzir pepinos durante todo o ano para o imperador romano Tibério. As primeiras estufas modernas foram construídas na Europa no século XVI para manter plantas exóticas trazidas de explorações no exterior. As estufas permanecem como uma parte importante da horticultura atual.

### Transportes

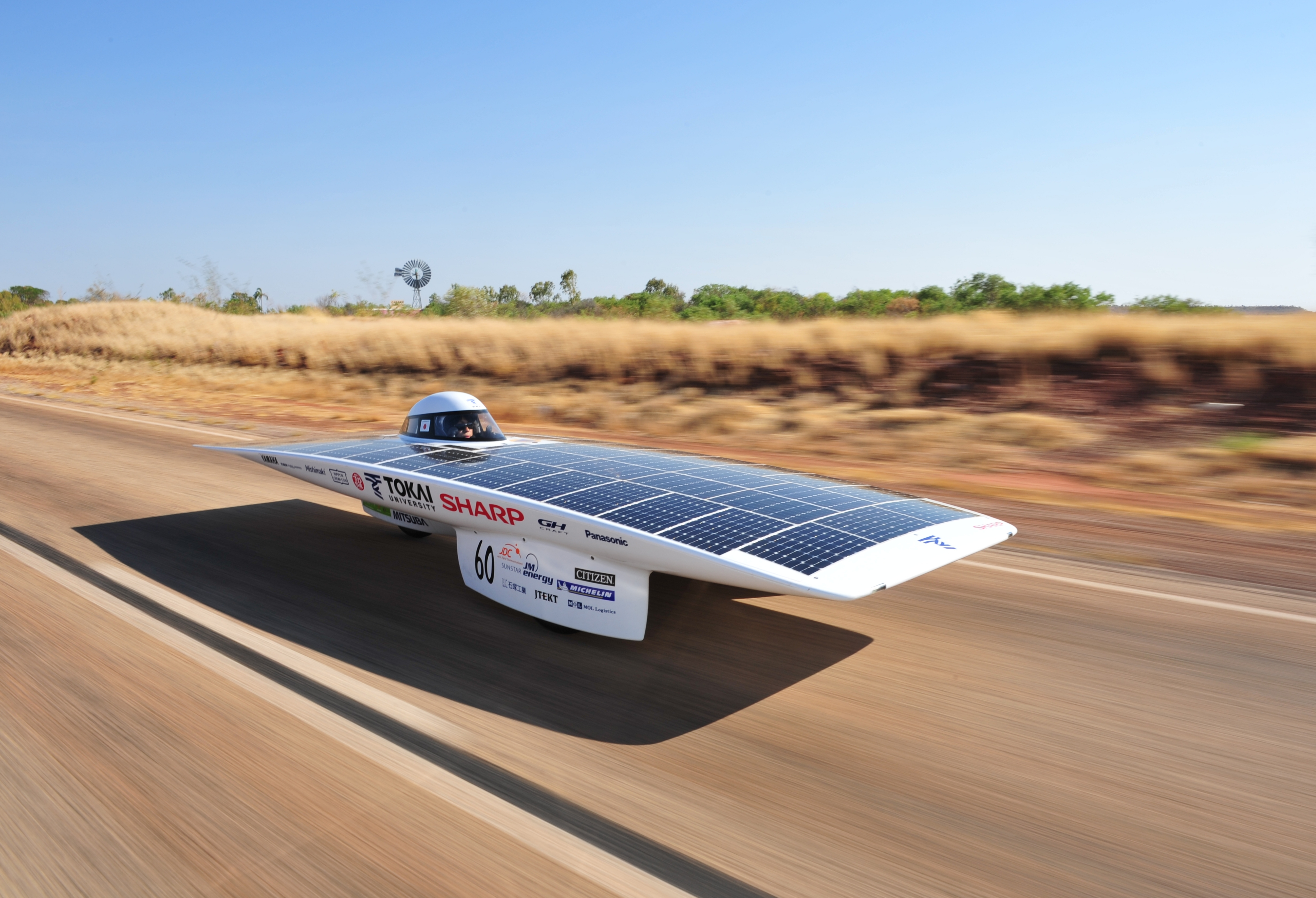
Veículo solar desenvolvido pela Universidade de Tokai, Tóquio, Japão, vencedor do Desafio Solar Mundial de 2009

O desenvolvimento de um carro movido a energia solar tem sido uma meta de engenharia desde os anos 1980. O Desafio Solar Mundial é uma corrida bianual de carros movidos a energia solar, onde as equipes de universidades e empresas percorrem 3 021 quilômetros por toda a região central da Austrália, entre as cidades de Darwin a Adelaide. Em 1987, quando foi fundada, a velocidade média do vencedor era de 67 quilômetros por hora e até 2007 a velocidade média do vencedor tinha melhorado para 90,87 quilômetros por hora. O American Solar Challenge, nos Estados Unidos, e o South African Solar Challenge, na África do Sul, são competições comparáveis que refletem um interesse internacional na engenharia e no desenvolvimento de veículos movidos a energia solar.
Alguns veículos usam painéis solares para alimentação de equipamentos auxiliares, tais como ar condicionado, para manter o interior fresco, reduzindo assim o consumo de combustível.
Em 1975, o primeiro barco solar prático foi construído no Reino Unido. Em 1995, barcos de passageiros que incorporavam painéis fotovoltaicos começaram a aparecer e agora são usados extensivamente. Em 1996, o japonês Kenichi Horie fez a primeira travessia do Oceano Pacífico em um catamarã movido a energia solar, o Sun21. Horie fez a primeira travessia movida a energia solar do Oceano Atlântico, realizada no inverno de 2006-2007.

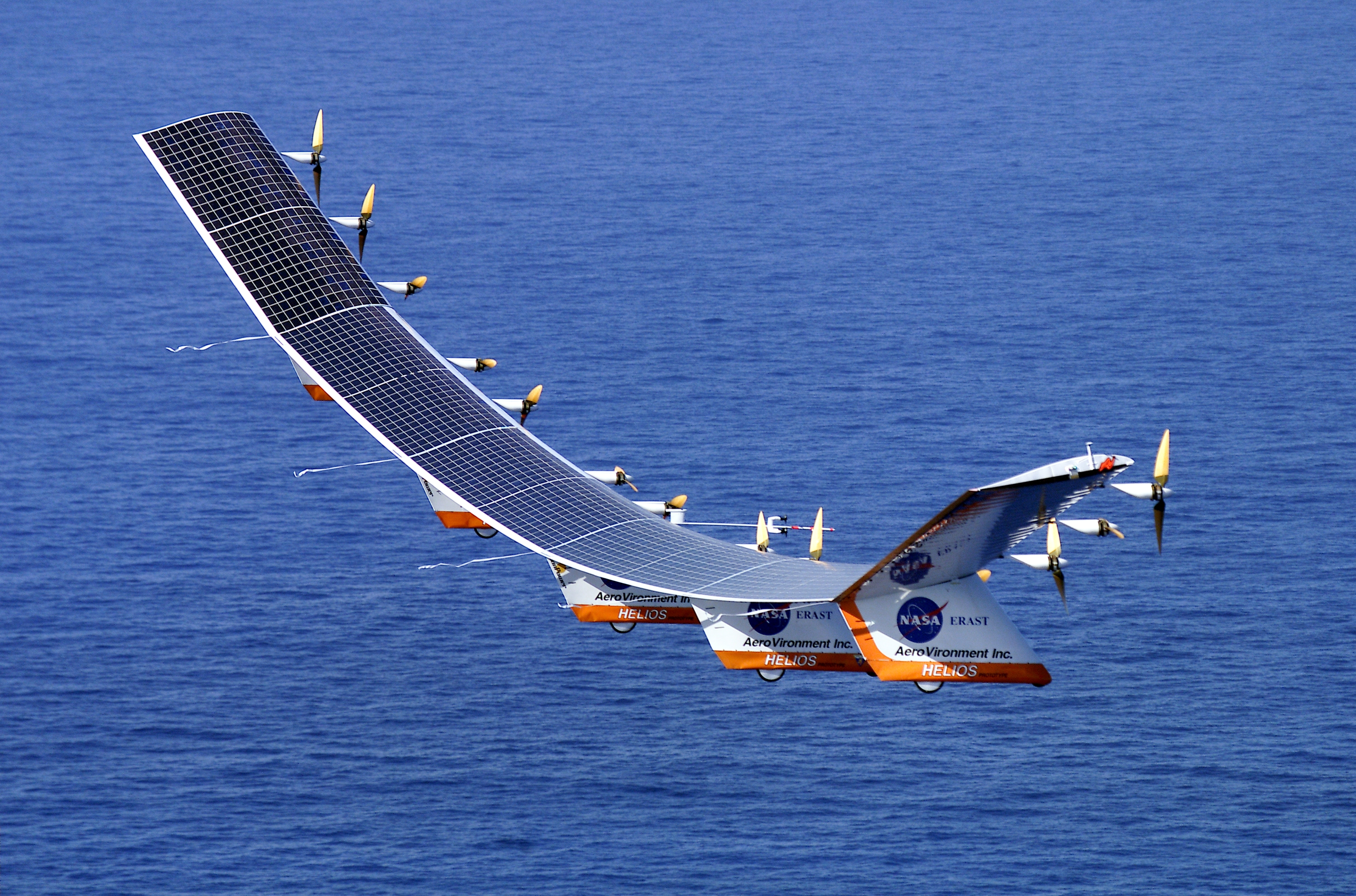
NASA Pathfinder, avião movido a energia solar desenvolvido pela NASA.

Em 1974, o avião não tripulado AstroFlight Sunrise fez o primeiro voo solar. Em 29 de abril de 1979, o Riser Solar fez o primeiro voo movido a energia solar, totalmente controlado por um piloto, atingindo uma altura de 12 metros. Em 1980, o Gossamer Albatross fez os primeiros voos pilotados movidos exclusivamente por energia fotovoltaica. Este foi rapidamente seguido pelo MacCready Solar Challenger, que cruzou o Canal da Mancha em julho de 1981. Em 1990, Eric Scott Raymond em voou da Califórnia a Carolina do Norte usando energia solar. Em seguida, a evolução tecnológica virou-se para veículos aéreos não tripulados (UAV) com o NASA Pathfinder (1997) e modelos posteriores, culminando com o Helios, que estabeleceu o recorde de altitude para uma aeronave não-propelidas por foguete com 29,524 metros em 2001. O Zephyr é um exemplo de linha de aeronaves solares, desenvolvida pela BAE Systems. Em 2015, o Solar Impulse, um avião elétrico, estava a circunavegar o globo. É um avião de assento único alimentado por células solares e capaz de decolar por meios próprios. O projeto concebido permite a aeronave para permanecer no ar durante 36 horas.
Um balão solar é um balão de ar normal só que com a sua superfície completamente preta. Conforme a luz solar brilha no balão, o ar no interior é aquecido e se expande, o que causa uma força de empuxo ascendente, muito parecido com o que acontece com um balão de ar quente aquecido artificialmente. Alguns balões solares são grandes o suficiente para o voo humano, mas o uso é geralmente limitado ao mercado de brinquedos, visto que a relação entre a área de superfície e o peso da carga é relativamente alta.

### Arquitetura e planejamento urbano

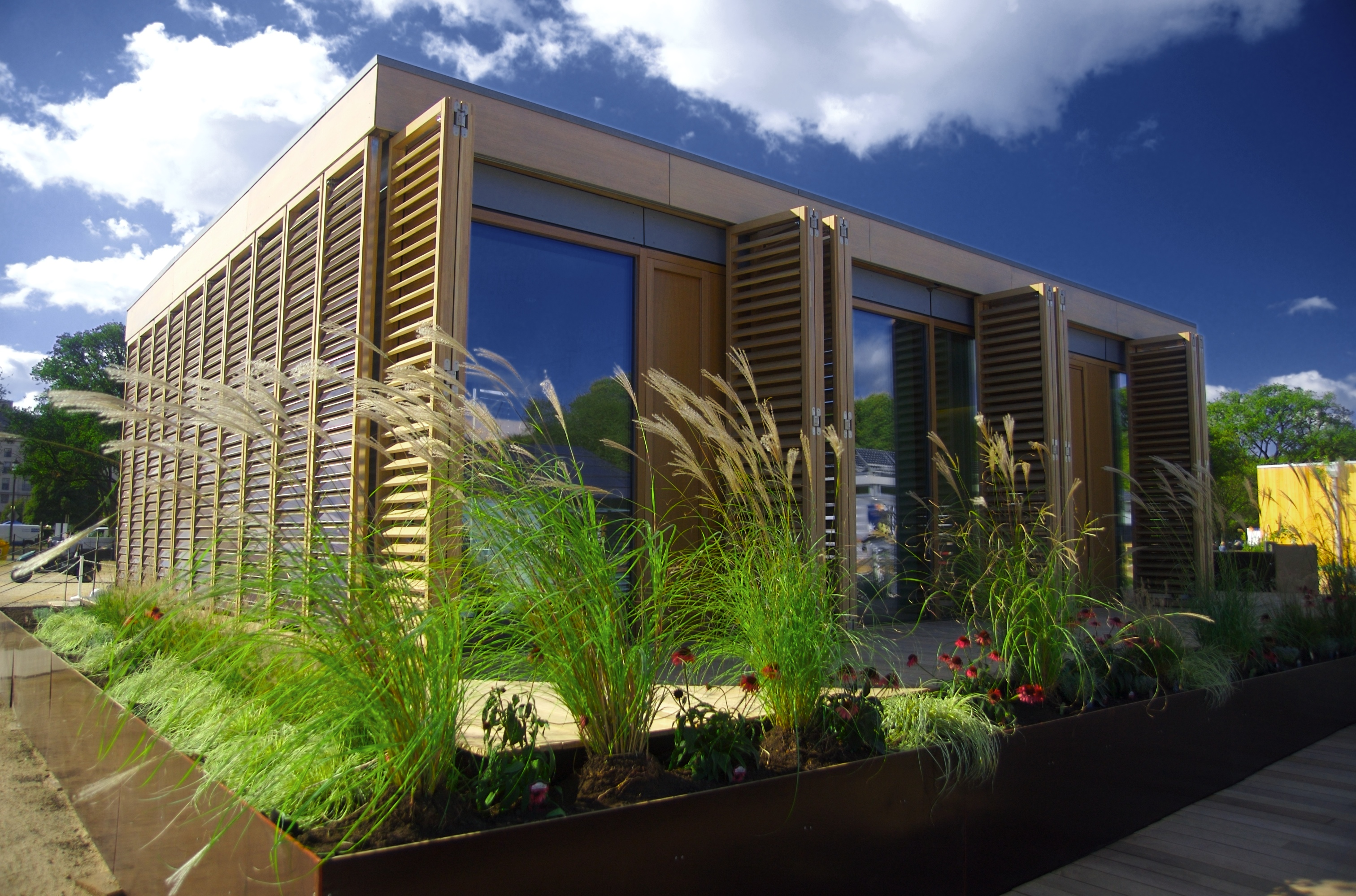
A Universidade Técnica de Darmstadt, na Alemanha, venceu o Solar Decathlon em 2007 em Washington, D.C., com esta casa passiva planejada para climas húmidos e subtropicais.

A luz solar influenciou projetos de construção desde o início da história da arquitetura. Avançados métodos de arquitetura e urbanismo solar foram utilizados pela primeira vez pelos gregos e chineses, que construíam seus edifícios orientados para o sul para fornecer luz e calor.
As características comuns de arquitetura solar passiva são a orientação em relação ao Sol, a proporção compacta (uma área de superfície baixa em relação ao volume), o sombreamento seletivo (saliências) e a massa térmica. Quando esses recursos são adaptados ao clima e ambiente locais, é possível produzir espaços bem iluminados em uma faixa de temperatura confortável. A casa mégaro de Sócrates é um exemplo clássico da arquitetura solar passiva. As mais recentes abordagens para o uso deste tipo de fonte de energia é o projeto solar de modelagem de computador que unifica sistemas de iluminação, aquecimento e ventilação em conjunto solares em um pacote de design solar integrado. Equipamentos de energia solar ativos, tais como bombas, ventiladores e janelas comutáveis, podem complementar projeto passivo e melhorar o desempenho do sistema.
Ilhas de calor são áreas urbanas com temperaturas mais elevadas do que a do ambiente circundante. As temperaturas mais elevadas são um resultado do aumento da absorção da luz solar por materiais urbanos, tais como asfalto e concreto, que têm albedos mais baixos e capacidades térmicas mais elevadas do que as do ambiente natural. Um método simples de neutralizar o efeito das ilhas de calor é pintar edifícios e estradas de branco e plantar árvores, através da criação de praças, parques e jardins verticais. Usar estes métodos, um projeto hipotético para Los Angeles projetou que as temperaturas urbanas poderiam ser reduzidas em cerca de 3 °C, a um custo estimado de 1 bilhão de dólares, o que traria um benefício anual de cerca de 530 milhões de dólares em redução de custos com ar condicionado e problemas de saúde.

### Produção de combustível

Uso de energia solar na produção do hidrogênio verde.

Processos químicos usam energia solar para dirigir as reações químicas. Estes processos compensam a energia que de outra forma viria de uma fonte de combustível fóssil e também podem converter energia solar em combustíveis armazenáveis e transportáveis. As reações químicas solares induzidas podem ser divididas em termoquímicas ou fotoquímicas. Uma variedade de combustíveis pode ser produzida através da fotossíntese artificial. A química catalítica multieletrônica envolvida na produção de combustíveis à base de carbono (tal como metanol) a partir da redução do dióxido de carbono é um desafio; uma alternativa viável é a produção de hidrogênio a partir de prótons, embora o uso de água como fonte de elétrons (como as plantas fazem) requer dominar a oxidação multielectrônica de duas moléculas de água para oxigênio molecular. Estima-se que usinas de combustíveis solares funcionais em áreas metropolitanas costeiras existam até 2050. O processo faria a divisão da água do mar entre o fornecimento de hidrogênio para ser executado através de células de combustível em usinas elétricas adjacentes e a água pura que fica como subproduto, que seria distribuída diretamente para o sistema de água municipal. Outra visão envolve que todas as estruturas humanas que cobrem a superfície da Terra (ou seja, estradas, veículos e edifícios) se tornem capazes de realizar fotossíntese de forma mais eficiente do que as plantas.
As tecnologias de produção de hidrogênio é uma área importante da pesquisa sobre química solar desde a década de 1970. O hidrogênio produzido por fontes de energia não poluentes, como a solar, é denominado hidrogênio "verde". Além da eletrólise impulsionada por células fotovoltaicas ou fotoquímicas, vários processos termoquímicos também têm sido explorados. Um destes usa concentradores para decompor a água em hidrogênio e oxigênio através de altas temperaturas (2 300–2 600 °C). Outra abordagem utiliza o calor de concentradores solares para conduzir a reforma a vapor de gás natural, aumentando assim o rendimento de hidrogênio global em comparação a métodos convencionais de reforma. Os ciclos termoquímicos caracterizados pela decomposição e regeneração dos reagentes apresentam uma outra via para a produção de hidrogênio. O processo Solzinc, em desenvolvimento no Instituto Weizmann de Ciência, utiliza um forno solar de 1 MW para decompor o óxido de zinco (ZnO), a temperaturas acima de 1 200 °C. Esta reação produz zinco puro inicialmente, que pode subsequentemente ser posto a reagir com a água para produzir hidrogênio.

## Armazenamento

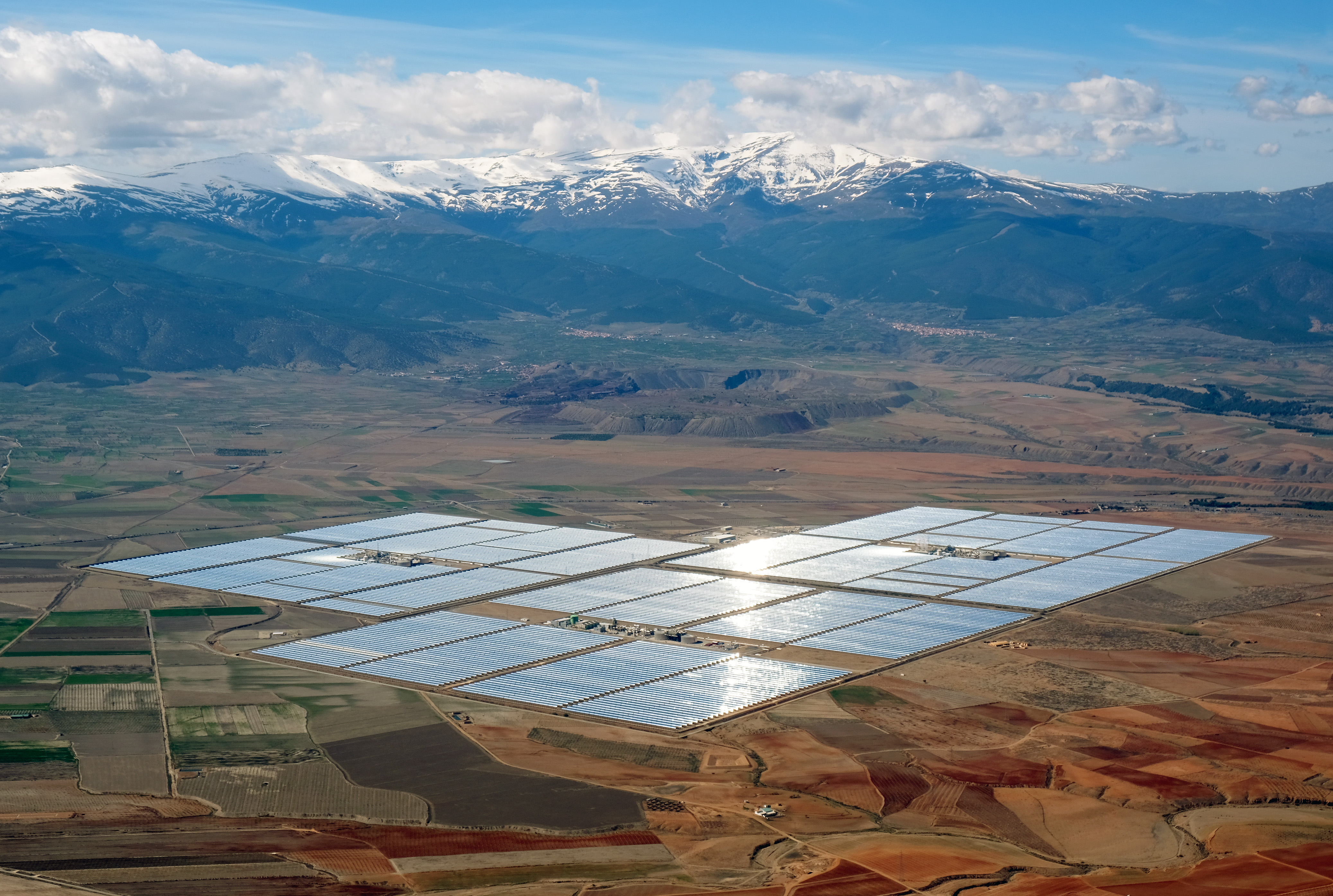
Armazenamento de energia térmica na Andaluzia, Espanha

Sistemas de massa térmica podem armazenar energia solar na forma de calor em temperaturas internamente úteis para durações diárias ou intersazonais. Sistemas de armazenamento térmico geralmente usam materiais facilmente disponíveis com capacidades térmicas especificamente altas, tais como água, terra e pedra. Sistemas bem concebidos podem reduzir a demanda de pico, deslocar o tempo de uso para horários fora do pico e reduzir os requisitos gerais de aquecimento e refrigeração.
Materiais de mudança de fase, tais como cera de parafina e sal de Glauber são outra forma de armazenamento térmico. Estes materiais são baratos, facilmente disponíveis e podem proporcionar temperaturas internamente úteis (aproximadamente 64 °C). A "Dover House" (em Dover, Massachusetts) foi a primeira a usar o sistema de aquecimento de sal de Glauber, em 1948. A energia solar também pode ser armazenada em altas temperaturas utilizando sais fundidos. Os sais são um meio eficaz de armazenamento porque eles são de baixo custo, tem uma elevada capacidade de calor específico e podem fornecer calor a temperaturas compatíveis com as dos sistemas de energia convencionais. O "Solar Project", no deserto de Mojave, nos Estados Unidos, utiliza este método de armazenamento de energia, o que permite ao sistema armazenar 1,44 terajoules (400 000 kWh) em seu tanque de armazenamento de 68 metros cúbicos, com uma eficiência de armazenamento anual de cerca de 99%.
Sistemas fotovoltaicos também têm tradicionalmente usado baterias recarregáveis para armazenar o excesso de energia elétrica. Em sistemas conectados à rede, o excesso de eletricidade pode ser enviado para a rede de transmissão, enquanto a eletricidade padrão pode ser usado para atender carências. Sistemas domésticos dar um crédito para a eletricidade que entregam à rede. Isso é tratado pelo medidor de 'reversão' sempre que a casa produz mais eletricidade do que consome. Se o uso da eletricidade líquido for inferior a zero, então o utilitário rola o crédito por quilowatt-hora para o mês seguinte. Outras abordagens envolvem a utilização de dois medidores, para medir a energia elétrica consumida contra a eletricidade produzida. Este método é menos comum devido ao aumento do custo de instalação do segundo medidor. A maioria dos medidores padrão medem com precisão em ambas as direções, o que torna um segundo medidor desnecessário.
Centrais hidroeléctricas reversíveis armazenam energia sob a forma de água bombeada quando a energia está disponível a partir de um reservatório de elevação mais baixo para um de maior elevação. A energia é recuperada quando a demanda é alta, liberando água, sendo que a bomba se torna um gerador de energia hidroelétrica.

## Desenvolvimento, implantação e economia
Com o aumento da utilização do carvão, que acompanhou a Revolução Industrial, o consumo de energia tem transitado da madeira e biomassa até combustíveis fósseis. O desenvolvimento precoce de tecnologias solares a partir na década de 1860 foi impulsionado por uma expectativa de que o carvão viria a se tornar escasso. No entanto, o desenvolvimento de tecnologias solares estagnou no início do século XX em face do aumento da disponibilidade, economia e utilidade do carvão e do petróleo.

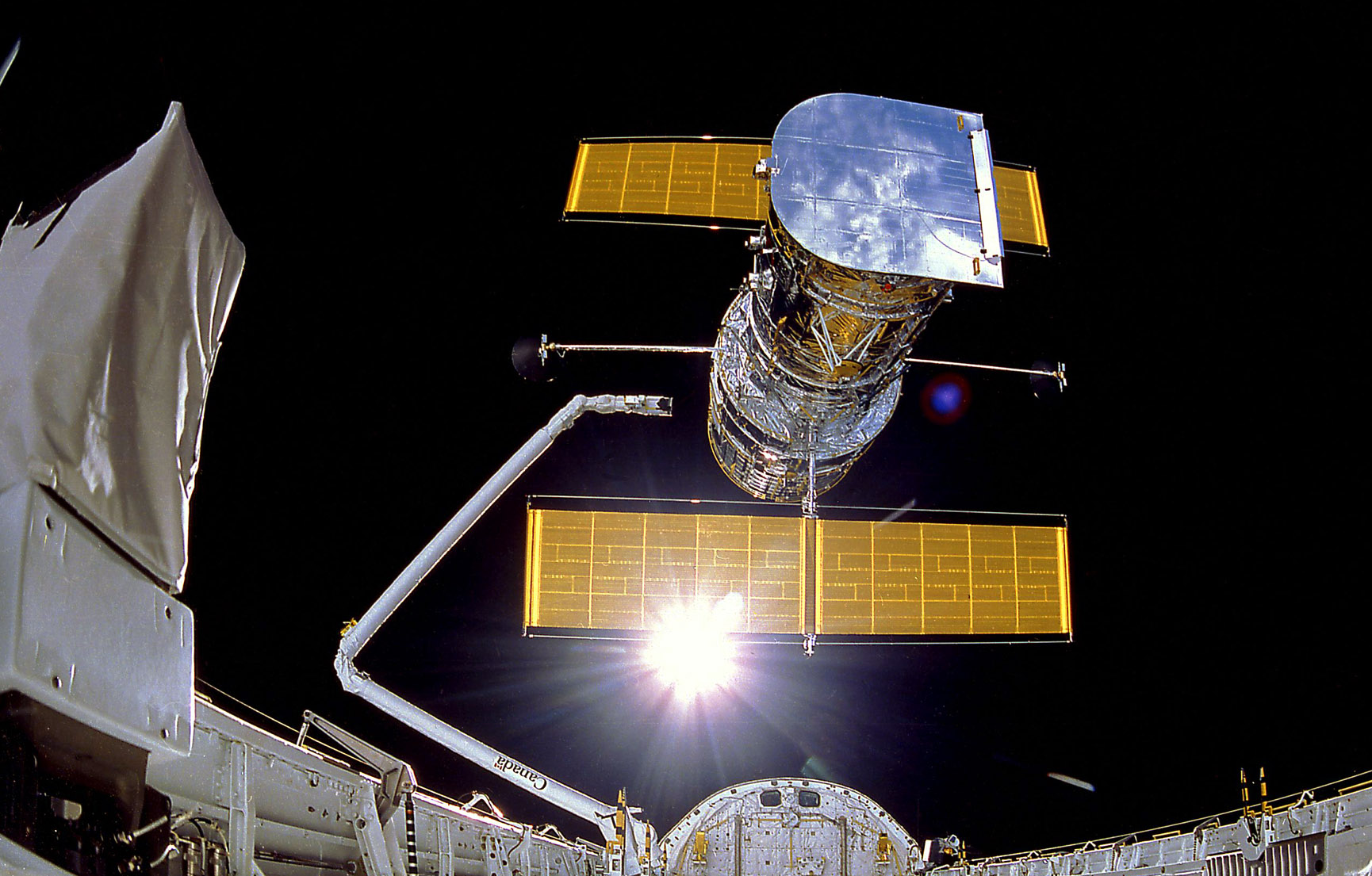
Paines solares do Hubble

A crise do petróleo nos anos 1970 causou uma reorganização das políticas energéticas de todo o mundo e trouxe uma renovada atenção ao desenvolvimento de tecnologias solares. As estratégias de implantação focavam em programas de incentivo, como o Programa de Aproveitamento Federal Fotovoltaico, nos Estados Unidos, e o Programa Luz do Sol, no Japão. Outros esforços incluíram a formação de centros de pesquisa em nos Estados Unidos (SERI, agora NREL), Japão (NEDO) e Alemanha (Instituto Fraunhofer para Sistemas de Energia Solar).
Aquecedores de água solares comerciais começaram a aparecer nos Estados Unidos na década de 1890. Estes sistemas tiveram um uso crescente até 1920, mas foram gradualmente substituídos por combustíveis fósseis, mais baratos e mais confiáveis. Tal como acontece com a energia fotovoltaica, o aquecimento solar de água também atraiu atenção renovada como resultado das crises do petróleo na década de 1970, mas o interesse abrandou na década de 1980, devido à queda dos preços do petróleo. O desenvolvimento do setor de aquecimento solar de água progrediu de forma constante ao longo dos anos 1990, com taxas de crescimento que foram em média de 20% ao ano desde 1999. Embora geralmente subestimado, o aquecimento solar de água e refrigeração é, de longe, a tecnologia solar mais amplamente difundida, com uma capacidade estimada de 154 GW em 2007.
Em 2011, um relatório da Agência Internacional de Energia (AIE) descobriu que tecnologias de energia solar, tais como a energia fotovoltaica, o aquecimento de água e a energia solar concentrada, poderiam fornecer um terço da energia do mundo até 2060 se os políticos se comprometessem a limitar as alterações climáticas. A energia do Sol pode desempenhar um papel-chave na descarbonização da economia global e trazer melhorias na eficiência energética, além de impor custos sobre emissores de gases de efeito estufa. "A força da energia solar é a incrível variedade e flexibilidade de suas aplicações, de pequena escala para grande escala".
Provamos que ... depois de nossas reservas de petróleo e carvão estiverem esgotadas, a raça humana poderá receber o poder ilimitado dos raios do Sol.— Frank Shuman - New York Times, 2 de julho de 1916